# Josef Hrabal
Josef Hrabal (* 17. August 1985 in Přerov, Tschechoslowakei) ist ein tschechischer Eishockeyspieler, der seit Juni 2021 erneut beim HC Přerov in der tschechischen 1. Liga unter Vertrag steht.

## Karriere
Josef Hrabal begann seine Karriere im Nachwuchs von Vsetínská hokejová, für dessen U18-Junioren er ab 1999 in der U18-Extraliga spielte. 2001 wurde er in das U20-Team des Vereins aufgenommen. Während der Spielzeit 2002/03 debütierte er im Alter von 17 Jahren für die Profimannschaft des Clubs in der tschechischen Extraliga. Parallel spielte er weiter für die Junioren, steigerte aber seine Einsätze von Jahr zu Jahr, ehe er ab 2005 fest zum Stammkader der Herrenmannschaft gehörte. Während der Saison 2006/07 wurde Hrabal von Sewerstal Tscherepowez aus der russischen Superliga verpflichtet, für das er bis 2008 aktiv war und 81 Partien absolvierte. Dabei überzeugte er das sportliche Management seines Draft-Franchise Edmonton Oilers, ihn nach Nordamerika zu holen. Dort kam er bei den Farmteams der Oilers, den Springfield Falcons aus der American Hockey League und den Stockton Thunder aus der ECHL, zum Einsatz. Kurz vor Ende der Wechselperiode kehrte er nach Europa zurück und absolvierte sechs Spiele für MODO Hockey. Im August 2009 wurde er vom HC Oceláři Třinec verpflichtet, mit dem er am Ende der Saison 2010/11 die tschechische Meisterschaft gewann. Zu diesem Erfolg trug er mit 12 Scorerpunkten in den Playoffs bei. Zudem hatte er mit einem Plus/Minus-Wert von +13 die beste Bewertung aller Spieler der Playoffs.
In der Saison 2012/13 stellte Hrabal mit 9 Toren und 27 Vorlagen einen persönlichen Punkterekord auf und führte die Scorerwertung aller Verteidiger der Extraliga an. Mitten in seiner fünften Saison (2013/14) in Třinec, im Januar 2014, wechselte Hrabal zum HK Sibir Nowosibirsk in die Kontinentale Hockey-Liga.
Im Oktober 2014 erhielt Hrabal  einen Vertrag bei den Pelicans Lahti aus der finnischen Liiga. Er konnte dort jedoch nicht die Erwartungen erfüllen und Hrabals Vertrag wurde im Dezember auf eigenen Wunsch aufgelöst. Hrabal kehrte zum HC Třinec zurück und gewann am Ende der Saison die Vizemeisterschaft in Tschechien.
Nach der Saison 2016/17 erhielt Hrabal keinen neuen Vertrag mehr und war zunächst ohne Anstellung. Im Dezember 2017 wurde er schließlich vom HC Pardubice aus der Extraliga verpflichtet. Im Januar 2019 wurde er vom HC Pardubice an den HC Vítkovice ausgeliehen, bei dem er auch die Playoffs bestritt. Anschließend war er abermals ohne Verein, ehe er im November des gleichen Jahres vom HC Přerov aus der zweitklassigen tschechischen 1. Liga unter Vertrag genommen wurde. Nach nur acht Spielen für den Zweitligisten verließ er diesen und spielte bis zum Ende der Saison 2019/20 für die Sheffield Steelers in der Elite Ice Hockey League. Zudem gewann er mit den Steelers den EIHL Challenge Cup.
Im Februar 2021 wurde Hrabal vom EC VSV aus der ICE Hockey League verpflichtet und kehrte Ende März des gleichen Jahres zu den Sheffield Steelers zurück. 

### International
Josef Hrabal spielte ab 2001 für die Nachwuchs-Nationalmannschaften der jeweiligen Altersstufe, wurde aber nie für ein großes internationales Turnier nominiert. Ab 2006 nahm er mit der Herren-Nationalmannschaft an Lehrgängen, Freundschaftsspielen und der Euro Hockey Tour teil und absolvierte dabei 22 Länderspiele.

## Karrierestatistik
(Legende zur Spielerstatistik: Sp oder GP = absolvierte Spiele; T oder G = erzielte Tore; V oder A = erzielte Assists; Pkt oder Pts = erzielte Scorerpunkte; SM oder PIM = erhaltene Strafminuten; +/− = Plus/Minus-Bilanz; PP = erzielte Überzahltore; SH = erzielte Unterzahltore; GW = erzielte Siegtore; 1 Play-downs/Relegation; Kursiv: Statistik nicht vollständig)